# Mistrzostwa Europy w Lekkoatletyce 1938 – bieg na 200 m mężczyzn

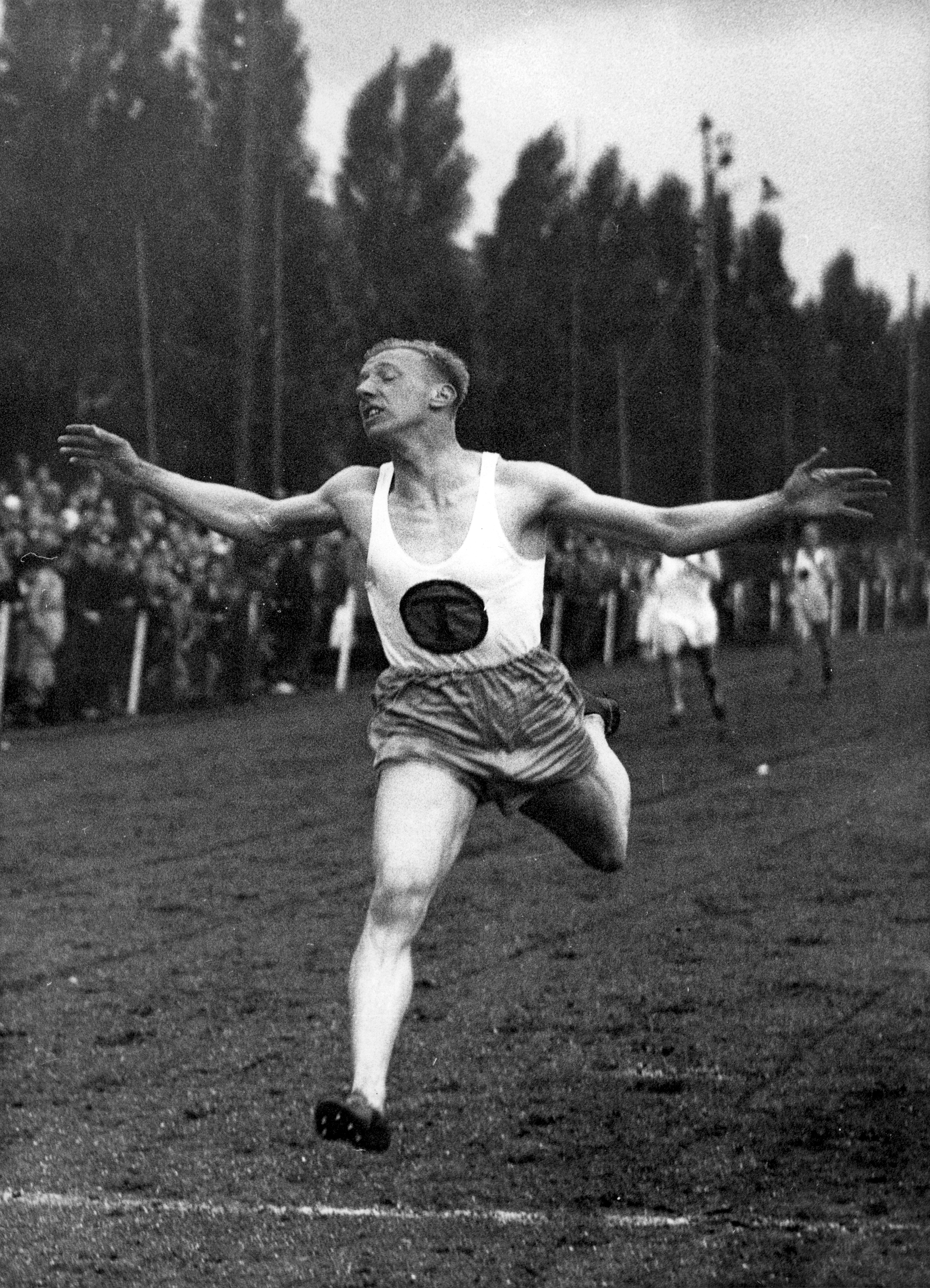
Martinus Osendarp (1936)

Bieg na dystansie 200 metrów mężczyzn był jedną z konkurencji rozgrywanych podczas II Mistrzostw Europy w Paryżu. Biegi eliminacyjne i półfinałowe oraz bieg finałowy zostały rozegrane 4 września 1938 roku. Zwycięzcą tej konkurencji został Holender Martinus Osendarp. W rywalizacji wzięło udział szesnastu zawodników z jedenastu reprezentacji.

## Wyniki

### Eliminacje
Bieg 1
| Miejsce | Zawodnik          | Czas | Uwagi |
| ------- | ----------------- | ---- | ----- |
| 1       | André Dessus      | 24,0 | Q     |
| 2       | Paul Hänni        | 26,6 | Q     |
| 3       | Martinus Osendarp | 27,0 | Q     |

Bieg 2
| Miejsce | Zawodnik         | Czas | Uwagi |
| ------- | ---------------- | ---- | ----- |
| 1       | Alan Pennington  | 21,8 | Q     |
| 2       | Gyula Gyenes     | 22,0 | Q     |
| 3       | Bernard Marchand | 22,3 | Q     |
| 4       | Oscar Stolz      | 22,4 |       |

Bieg 3
| Miejsce | Zawodnik        | Czas | Uwagi |
| ------- | --------------- | ---- | ----- |
| 1       | Julien Saelens  | 21,8 | Q     |
| 2       | Kenneth Jenkins | 22,2 | Q     |
| 3       | József Sír      | 22,5 | Q     |
| 4       | Abdyl Këllezi   | 24,7 |       |
| 5       | Xaver Frick     | 25,6 |       |

Bieg 4
| Miejsce | Zawodnik           | Czas | Uwagi |
| ------- | ------------------ | ---- | ----- |
| 1       | Jakob Scheuring    | 22,3 | Q     |
| 2       | Dieudonné Devrindt | 22,5 | Q     |
| 3       | Bernard Zasłona    | 22,5 | Q     |
| -       | Ruudi Toomsalu     | DNF  |       |

### Półfinały
Półfinał 1
| Miejsce | Zawodnik           | Czas | Uwagi |
| ------- | ------------------ | ---- | ----- |
| 1       | Martinus Osendarp  | 21,5 | Q CR  |
| 2       | Kenneth Jenkins    | 21,9 | Q     |
| 3       | Gyula Gyenes       | 22,0 | Q     |
| 4       | Bernard Zasłona    | 22,2 |       |
| 5       | Bernard Marchand   | 22,6 |       |
| 6       | Dieudonné Devrindt | 22,7 |       |

Półfinał 2
| Miejsce | Zawodnik        | Czas | Uwagi |
| ------- | --------------- | ---- | ----- |
| 1       | Jakob Scheuring | 21,5 | Q CR  |
| 2       | Alan Pennington | 21,6 | Q     |
| 3       | Julien Saelens  | 21,7 | Q     |
| 4       | Paul Hänni      | 21,8 |       |
| 5       | André Dessus    | 22,1 |       |
| -       | József Sír      | DNS  |       |

### Finał
| Place | Athlete           | Time    |
| ----- | ----------------- | ------- |
| 1     | Martinus Osendarp | 21,2 CR |
| 2     | Jakob Scheuring   | 21,6    |
| 3     | Alan Pennington   | 21,6    |
| 4     | Julien Saelens    | 21,7    |
| 5     | Gyula Gyenes      | 22,1    |
| 6     | Kenneth Jenkins   | 22,1    |